# Hoplosternum littorale
Hoplosternum littorale är en fiskart som först beskrevs av Hancock 1828.  Hoplosternum littorale ingår i släktet Hoplosternum och familjen Callichthyidae. Inga underarter finns listade i Catalogue of Life.